# Петраково Брдо
Петраково Брдо је насељено место у саставу града Дуге Ресе у Карловачкој жупанији, Република Хрватска.

## Историја
До територијалне реорганизације у Хрватској налазило се у саставу старе општине Дуга Реса.

## Становништво
На попису становништва 2011. године, Петраково Брдо је имало 120 становника.

## Попис1991.
На попису становништва 1991. године, насељено место Петраково Брдо је имало 206 становника, следећег националног састава:
| Попис 1991.‍  | Попис 1991.‍  | Попис 1991.‍ | Попис 1991.‍ | Попис 1991.‍ |
| ------------ | ------------ | ----------- | ----------- | ----------- |
|              |              |             |             |             |
| Хрвати       | Хрвати       |             | 200         | 97,08%      |
| неопредељени | неопредељени |             | 2           | 0,97%       |
| непознато    | непознато    |             | 4           | 1,94%       |
| укупно: 206  |              |             |             |             |